# L'Hôtel du Nord
Pour le film, voir Hôtel du Nord.
L'Hôtel du Nord est le premier roman d'Eugène Dabit publié en 1929 par les éditions Robert Denoël - À l'enseigne des Trois Magots dirigées par Robert Denoël.

## Résumé
L'histoire a pour cadre un hôtel pour ouvriers situé à Paris. Cet « Hôtel du Nord » est moins, à proprement parler, un roman, qu'une succession de tranches de vies, de personnages et d'anecdotes autour de ce lieu et dans les quartiers environnants.

## Contexte

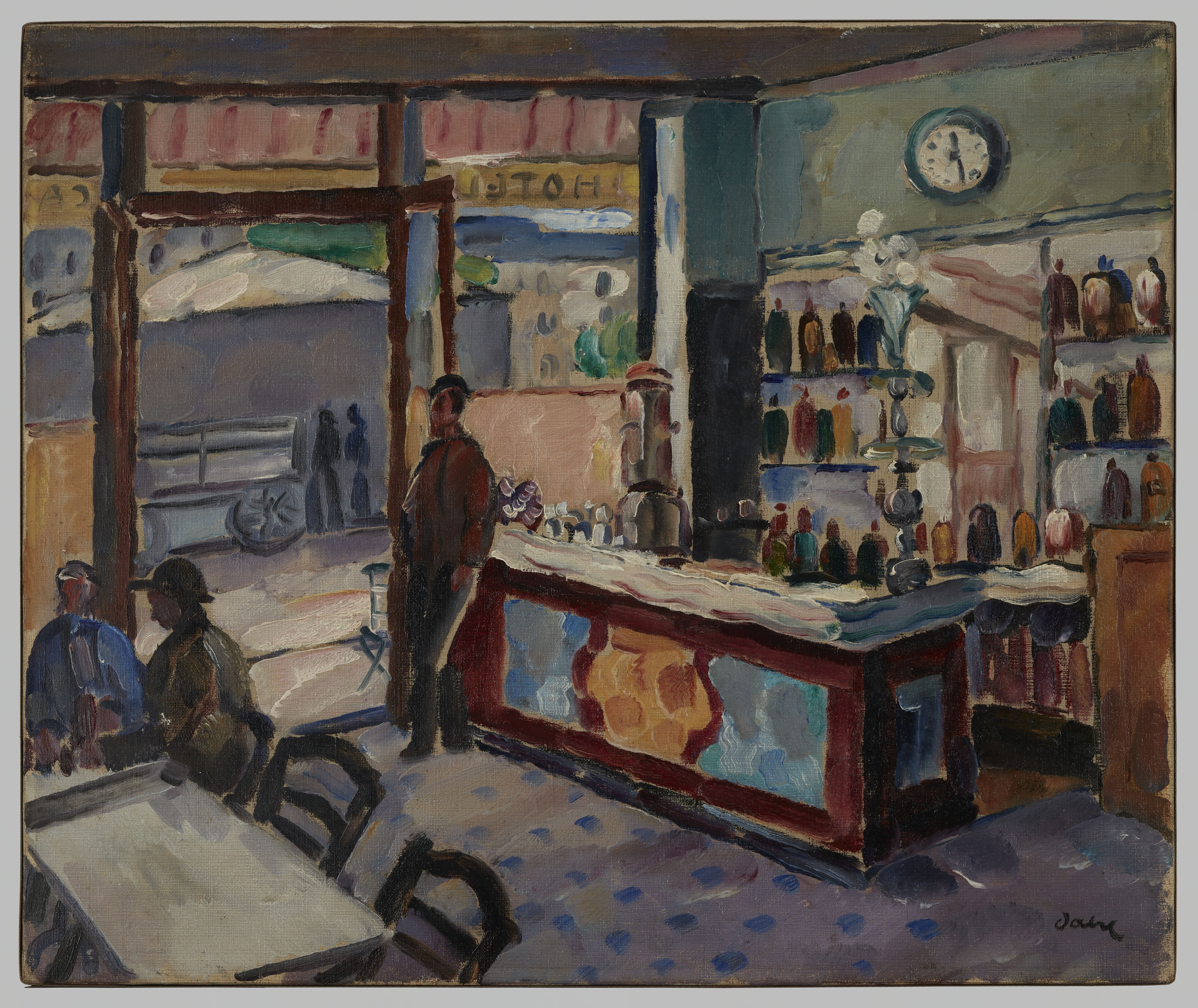
Eugène Dabit, Le Bistro de L'Hôtel du Nord (1925), huile sur toile, BNF Réserve des livres précieux.

Eugène Dabit s'est inspiré de son histoire familiale, puisque ses parents, en 1923, sont devenus copropriétaires de l’Hôtel du Nord, 102, quai de Jemmapes, en bordure du canal Saint-Martin, et s'en occuperont jusqu'en 1942. Il y travaillera occasionnellement comme garçon de café et portier de nuit.
Le livre sera le premier succès de Robert Denoël et le lauréat du prix du Roman populiste en 1931. Il sera adapté par Marcel Carné au cinéma en 1938 sous le titre Hôtel du Nord.

## Éditions
- Denoël, 1929 ; republié plusieurs fois depuis.
- Folio Gallimard, 1990. no 2155  (ISBN 2070382451)